# Robert Archer (philologue)
Robert Archer, né à Londres en 1948, est un philologue, hispaniste et catalaniste britannique, spécialiste d'Ausiàs March.

## Biographie
Robert Archer naît en 1948 à Londres, dans le quartier d'Islington. Alors qu'il est âgé de 11 ans, il s'installe avec sa famille à Harold Hill.
Il s'intéresse tôt à la littérature et à la langue française, et traduit en autodidacte des poèmes de Rimbaud et Baudelaire. Cependant, issu d'un milieu familial peu favorisé et avec un système éducatif britannique à l'époque très sélectif et dans lequel il peine à trouver de la motivation, il n'envisage pas dans un premier temps d'études supérieures.
Son premier contact avec la langue catalane a lieu peu âgé d'environ 18 ans, en 1967, lorsqu'il participe pendant quatre mois à la récolte des oranges à Borriana,. Toute sa vie durant, il conserve attaches et contacts au Pays valencien.
De retour en Angleterre, il obtient une bourse pour étudier à l'université de Durham entre 1971 et 1975. Il se consacre à l'étude de la philologie hispanique, avec un travail sur La Célestine, la poésie d'Ausiàs March et des textes aragonais du haut Moyen Âge. Il poursuit ses études à Oxford, où il obtient son doctorat en 1980 avec une thèse sur les comparaisons et métaphores dans l'œuvre d'Ausiàs March, dirigée par Robert Pring-Mill,. De 1981 à 1997, il est chef de département de la chaire d'espagnol de l'université La Trobe de Melbourne (Australie), où il a créé une chaire de catalan. En 1992-1993, grâce au soutien de Lola Badia, il enseigne comme professeur adjoint à l'université de Barcelone. Il est professeur d'études hispaniques à l'université de Durham (Angleterre) entre 1998 et 2005, et occupe la chaire Cervantes au King's College de l'université de Londres de 2005 jusqu'à sa retraite en 2014,. Il est également professeur honoraire de l'université de Valence.
Il consacre de nombreuses études à l'analyse et à la diffusion de l'œuvre d'Ausiàs March, en anglais, en espagnol et en catalan, à commencer par la thèse : The Pervasive image (1985), aboutissant à l'édition critique de l'œuvre complète du poète valencien en 1997,, puis à une édition bilingue (avec traduction en castillan en regard) publiée par Cátedra .
Il est également auteur de travaux sur la littérature médiévale de la péninsule Ibérique et celle du Siècle d'or espagnol, publiés dans des revues spécialisées telles que Bulletin of Hispanic Studies (en), Modern Language Review et Revista de Filología Española.
Il est également auteur de The Naming of Birds, recueil de poèmes originaux accompagnés d'une traduction en castillan publié en 2016.
Marié à une Valencienne, il réside à Valence depuis sa retraite.

## Hommages et récompenses
- Prix Batista i Roca (1997).
- Prix de la critique Serra d'Or de catalanistique (1998).
- Membre de l’Australian Academy for the Humanities (1994).
- Syndic d'honneur de l'Agrupació Borrianenca de Cultura (1999).
- Membre correspondant de la Reial Acadèmia de Bones Lletres de Barcelona (2000).
- Membre correspondant de la section philologique de l'Institut d'Estudis Catalans (juin 2000).